# Université préfectorale de Toyama
L'université préfectorale de Toyama (富山県立大学, Toyama kenritsu daigaku) est une université publique du Japon située à Imizu, préfecture de Toyama au Japon. L'établissement prédécesseur de l'école est fondé en 1962, et reçoit son agrément en tant qu'université en 1990.

## Source
- (en) Cet article est partiellement ou en totalité issu de l’article de Wikipédia en anglais intitulé « Toyama Prefectural University » (voir la liste des auteurs).